# Камберленд, Ричард (философ)
Ри́чард Ка́мберленд (англ. Richard Cumberland; 15 июля 1632 — 9 октября 1718) — епископ в Питерборо, противник Гоббса в нравственной философии. Дед драматурга Ричарда Камберленда.
В сочинении «De legibus naturae disquisitio philosophica» (Л., 1672) выставлял высшим принципом всеобщее благоволение или любовь, которая связывает все существа в одно целое и образует из мира Царство Божие.